# Berto Monard
Berto Monard (ou Libert A. G. Monard) est un ingénieur et astronome amateur belge.
Il est l'un des astronomes amateurs les plus connus au monde : il est membre de l'AASVO, et bien qu'il ne soit pas qu'un astronome amateur, il est membre de l'UAI.

## Biographie
Né en Belgique, il vit en Afrique du Sud depuis 1981 où il a travaillé dans le domaine de la photométrie au Laboratoire national de métrologie du Conseil de la recherche scientifique et industrielle, puis a pris sa retraite en 2008.

## Activité
Monard a commencé à observer en 1990. Plus tard, un observatoire astronomique a été construit, l'observatoire Bronberg, à environ 40 km de Pretoria. Depuis 2002, il fait partie du CBA.
Monard a fait des observations dans des domaines très différents de l'astronomie :
- Observations d'étoiles variables, en particulier des étoiles variables cataclysmiques[7].
- Supernovas : De 2001 à 2015, il a découvert 125 supernovas seules et 6 autres avec d'autres co-découvreurs[8].
- Sursauts gamma : En 2003, il a été le premier astronome amateur à observer un sursaut gamma[4].
- Exoplanètes : Participation à la découverte et à la confirmation d'exoplanètes par l'observation de microlentilles gravitationnelles, parmi lesquelles OGLE 2008-BLG-109[9] et MOA-2008-BLG-310Lb[10], toutes deux découvertes en 2008.

## Récompenses
- En 1999, l'Observer Awards[11].
- En 2001, le Nova/Supernova Award[12].
- En 2004, le Gamma-Ray Burst Award[13],[14] et le Medaglia Gill[4].